# Leonard von Matt
Leonard von Matt (Stans, 14 marzo 1909 – Wolfenschiessen, 12 novembre 1988) è stato un fotografo e libraio svizzero.

## Biografia
Figlio Di Hans (1869-1932), un politico molto in vista nella regione, di cui fu più volte consigliere, e sindaco del distretto e di Marie Odermatt (1877–1972). Ebbe tre fratelli, di cui uno, con lo stesso nome del padre, Hans (1899-1895), anche se il nome completo era Hans Caspar, fu pittore e scultore, mentre il fratello Josef (1901-1988) fu editore, scrittore e un commerciante di libri e antiquario, in parte ereditato dalla famiglia. A quanto è dato sapere, dopo il liceo ad Engelberg, fu mandato ad imparare il francese a Bulle ed infine a continuare l'apprendistato di libraio nell'azienda di famiglia dopo la morte del padre.
Non sono noti i motivi dell'interesse verso la fotografia, ma imparò da autodidatta, leggendo libri di tecnica e seguendo il lavoro di fotografi quali Paul Senn, Jakob Tuggener, Gotthard Schuh, Man Ray. Nel 1937 lasciò il negozio e sposò Brigitte Lehmann e fino al 1939 la sua attenzione fu rivolta alla sua regione, il Nidvaldo, a quella cultura popolare che senza le sue immagini sarebbe andata perduta per sempre e che lui invece considerava come "prove di lavoro" (Minder-Waar). Per un breve periodo fu assistente presso lo studio del fotografo Hermann Eidenbenz a Basilea. Nel 1939, fino al 1945, fu arruolato nell'esercito svizzero ma ciò nonostante fotografò il mondo che lo circondava, i suoi compagni, gli americani che attraversavano il suo paese, le zone in cui fu mandato, in un ampio collage di immagini.
Dopo la seconda guerra mondiale sarà un fotografo freelance e si dedicherà ai viaggi in Italia, dove si soffermerà in particolare sul mondo romano, etrusco e storico-architettonico, e in Grecia, pubblicando oltre cinquanta volumi, che lo resero noto non solo nel suo paese, e tra i suoi interessi anche quello della vita della gente comune, nelle strade delle città italiane, come ad esempio a Napoli. Mostre delle sue immagini si sono tenute non solo in patria ma anche all'estero come nel 1957 alla Biennale di Venezia. La maggior parte del suo lavoro fotografico fa parte del fondo della Fotostiftung Schweiz (Fondazione fotografica svizzera) di Winterthur.

## Premi
- 1951, Ritterorden des Heiligen Gregors des Grossen
- 1974, Schindler-Kulturpreis
- 1974, Johann-Melchior-Wyrsch-Preis
- 1976, Innerschweizer Kulturpreis[3]